# Dominik Steczyk
Dominik Steczyk (Katowice, 4 maggio 1999) è un calciatore polacco, attaccante del Verl.

## Caratteristiche tecniche
È un centravanti.

## Carriera

### Club
Ha giocato nella prima divisione polacca con il Piast Gliwice.

### Nazionale
Con la nazionale Under-20 polacca ha preso parte al Campionato mondiale di calcio Under-20 2019.